# クリストフ (アナと雪の女王)
クリストフ（英: Kristoff）は、ウォルト・ディズニー・アニメーション・スタジオの『アナと雪の女王』シリーズに登場する架空のキャラクター。映画『アナと雪の女王』（2013年）と『アナと雪の女王2』（2019年）、短編アニメーション『アナと雪の女王 エルサのサプライズ』（2015年）、『アナと雪の女王/家族の思い出』（2017年）、『オラフの生まれた日』（2020年）に登場する。クリス・バックとジェニファー・リーによって創作され、主にジョナサン・グロフが声を担当している。
デンマークの童話作家ハンス・クリスチャン・アンデルセンの『雪の女王』に登場するキャラクター、カイを元にしている。

## 概要
山に暮らす氷売りの青年で、トナカイのスヴェンを相棒にしている。デザインはサーミ文化の伝統衣装に影響を受けている。寡黙で人付き合いを好まないが、アレンデール王国の王女アナと出会い、夏を凍らせてしまった姉エルサを探す旅に同行することになる。『アナと雪の女王』ではアナの恋の相手役として描かれる2人の男性キャラクターのうちの1人であり、冷静で打算的なハンスとは対照的な、優しさのある人物として設定された。アナとの関係は友情を土台として発展し、ハンスとの性急な婚約とは対照的に、恋愛の現実的な側面を描くものとなっている。
クリストフは、思いやりがあり支え合う姿勢を持つキャラクターとして高く評価されている。従来のディズニープリンスの役割を覆し、男性像やジェンダーの描き方に変化をもたらしたとして、子どもたちにとって良い手本になると評されている。

## 制作背景

### 起源と構想
『アナと雪の女王』は、ハンス・クリスチャン・アンデルセンの童話『雪の女王』をゆるやかに原案とする作品である。ウォルト・ディズニー・アニメーション・スタジオは、この物語の映画化を何度も試みてきた。1943年、ウォルト・ディズニーは映画プロデューサーのサミュエル・ゴールドウィンと協力し、アンデルセンの伝記映画といくつかの短編アニメーションの制作を計画した。しかし、ディズニーとゴールドウィンの提携が解消された後、ゴールドウィンは映画『アンデルセン物語』（1952年）を単独で制作し、ディズニー側では『雪の女王』や『人魚姫』を含む未完のプロジェクトが放棄されることとなった。
ディズニーが『雪の女王』の映画化に再び取り組んだのは1990年代後半のことである。『ターザン』の共同監督を務めたクリス・バックは、『Anna And The Snow Queen（アナと雪の女王）』というタイトルで企画を提案したが、この時点では実現しなかった。その後、『塔の上のラプンツェル』（2010年）の公開を経て、ストーリーコンセプトが大幅に変更され、バックを監督に迎えて新たに制作が進められることになった。
バックは「“真実の愛”の定義を従来とは異なる形で描きたかった。ディズニーはすでに“王子のキス”のパターンをやってきたので、新しいアプローチが必要だった」と語っている。一方、プロデューサーのピーター・デル・ヴェッチョは「『雪の女王』はかなり暗い話で、そのまま映画化するのは難しかった」と述べており、最終的な作品は原作から大きく変更された。彼は2011年にプロジェクトへ参加し、当初は脚本家として起用されたジェニファー・リーも、作品への強い情熱を評価され、バックと共に共同監督を務めることになった。ストーリーの構築は、デル・ヴェッチョ、バック、リー、ストーリーヘッド、作詞作曲家らが協力して進められた。

### ストーリーの変遷
『アナと雪の女王』の物語は、当初の構想とは大きく異なり、何度も改稿が行われた。初期のバージョンでは、エルサは原作の『雪の女王』のような悪役として描かれ、アナは純真なヒロインという設定だった。物語の最終盤では、エルサが雪の怪物の軍隊を作り出し、クリストフがアナを救出する展開が予定されていた。しかし、デル・ヴェッチョは「このストーリーでは既視感が強く、キャラクターに共感しづらい」と指摘し、改稿が進められた。
バックは「心が凍ってしまった場合、それを解く方法は“真実の愛のキス”でなくてはならないのか？救うのは常に男性でなければならないのか？」と疑問を投げかけ、ストーリーの再構築を進めた。最終的に、アナの自己犠牲こそが“真実の愛”の証であるとする結論に至った。リーは新たな脚本を書き上げたが、クライマックスの展開がうまく組み立てられず、試行錯誤が続いた。最終的に、ストーリーアーティストのジョン・リパが、エルサの感情が吹雪を生み出す演出を取り入れた絵コンテを制作。この演出によって、クリストフがアナを救うのではないかと観客に思わせながら、アナ自身が解決するというサプライズを生み出すことに成功した。

### キャラクターの調整
制作過程では、兄弟姉妹の関係についてのリサーチが行われたほか、クリストフのキャラクター設定に関しても入念な調査が行われた。制作チームは、多くの男性に「強い女性との関係性について」インタビューを行い、リーは「男性の視点から女性をどう見ているのかを理解しようとした」と語っている。
クリストフのキャラクター像は制作の過程で何度も変更された。初期の案では、彼は“物を溜め込む性格（ホーダー）”として描かれていた。また、作詞作曲を担当したロバート・ロペスとクリステン・アンダーソン＝ロペスは、当初クリストフのためにフルバージョンの楽曲を作っていたが、最終的に短い子守唄のみに変更された。さらに、初期の脚本ではアナがクリストフと出会った直後から積極的にアプローチする展開があったが、ウォルト・ディズニー・スタジオの会長アラン・ホルンが「観客にとって混乱を招く」と指摘したことで変更された。

### 声の担当

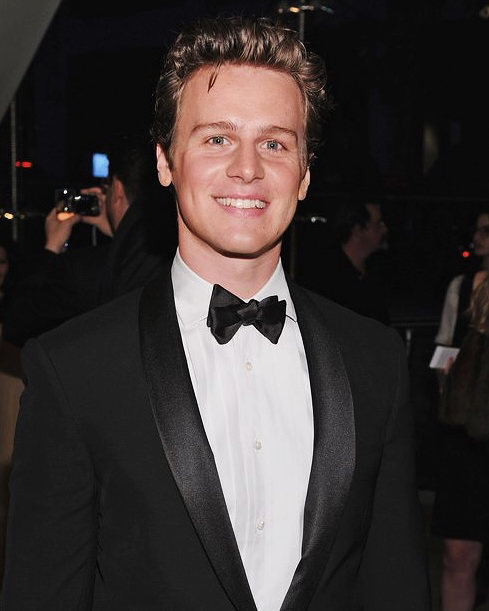
ジョナサン・グロフは『アナと雪の女王』、『アナと雪の女王2』、『アナと雪の女王』の短編映画でクリストフの声を担当している。

クリストフの声は主にジョナサン・グロフが担当し、幼少期の声はタイリー・ブラウンが演じている。グロフの起用は2012年12月、ウォルト・ディズニー・アニメーション・スタジオによって正式に発表された。
グロフによると、彼のキャスティングはイディナ・メンゼルとクリスティン・ベルの決定後に行われ、その選考の大部分は彼の声がクリストフに合っているかどうかに焦点が置かれていたという。オーディションでは、いくつかのシーンのセリフを録音したほか、スティーヴン・ソンドハイム作曲のミュージカル『口笛は誰でも吹ける』の楽曲「Everybody Says Don't」を歌った。ディズニーはベルの声と相性の良い声を探しており、リーはグロフの声について「みんながうっとりしていた」「まるでバターのようだった」と語っている。
クリストフは、グロフにとって初めての長編アニメーションでの声の仕事であり、台詞を他のキャストと一緒に録音するのではなく、一人でブース内で収録するというプロセスに驚いたという。この役のために、彼は1年半の間、6週間ごとにセリフの録音を行った。収録中、アニメーターはグロフの表情をビデオで記録し、それをキャラクターの動きに反映させた。
バックは、グロフと共に仕事をするうちに、彼の演技に合わせてキャラクターのセリフを調整するようになったと語っている。「ジョナサン（グロフ）がクリストフとして言いそうにないセリフは、彼が言っても違和感があると感じた」。また、リーは「グロフの演技によってキャラクターのユーモアが引き立てられた。彼の控えめでぶっきらぼうな演技が、悪いニュースを面白く伝える要素になった」と述べている。

### キャラクターの特徴
クリストフは氷を採取して生計を立てる青年で、たくましく粗野な外見をしている[14]。物静かな性格で、トナカイのスヴェン以外にはほとんど友人がいない。アニメーターのトニー・スミードは「彼は人間よりも動物の方がよく理解できる」と語っており、クリストフの考えや感情を言葉ではなく仕草で表現することに注力したという。また、ストーリーヘッドのポール・ブリッグスは、クリストフは「男らしさの象徴」であり、外見は厳しいが内面は優しいキャラクターだと説明している。彼は「クリストフは本当の自分を隠す“仮面”を持っており、アナがそれを取り払うのを助ける」と語った。
リーによると、クリストフは『アナと雪の女王』の冒頭で孤児として登場する。自然を愛する彼は、スヴェンと出会い、親友となる。グロフは「クリストフはトロールに育てられ、自然の中で生きてきたため、社交的なマナーがなく、人とのコミュニケーションが苦手だ」と述べている。また、「彼には魅力があるが、それに自分自身が気づいていない」とも語っており、その理由として長年一人で過ごしてきたことを挙げている。クリストフの物語は、孤独な存在から始まり、物語の中で社会との関わりを持つようになり、それによって人間的に成長するというものになっている。

### キャラクターの構築
『アナと雪の女王』の二人の主要な男性キャラクターについて、バックは「欠点のあるキャラクターを作りたかった」と語っている。リーも、クリストフや他のキャラクターを「共感できる、リアルな存在」にすることを目指したと述べた。デル・ヴェッコは、登場人物たちが同じ状況に異なる反応をすることで、現実世界の人々のように感じられることを狙ったとし、「クリストフは粗野で実用主義的で、その日その日を生きている。一方で、ハンスは特権を持ち、計算高く生きている」と説明した。
バックは、クリストフは「現実的な愛の複雑な部分」を象徴しており、ハンスが「理想化されたロマンス」を体現していると語った。「クリストフはロマンチックなセリフを言うタイプではなく、より現実的な愛の形を示している」と述べている。リーはこれが最もよく表現されているのが、トロールたちの歌「愛さえあれば」であり、「クリストフは完璧ではないが、しっかりした価値観を持ち、アナが必要なときにそばにいてくれる。そして、アナが間違ったときにはちゃんと指摘もする。関係を築く上で、それはとても大事なことだ」と語った。
グロフは、クリストフとアナの関係について「ビジネスの取引のように始まり、友情へと発展し、最終的にロマンスに至るという“予想外の恋愛”」だと述べた。また、彼はこの描き方が子どもたちに「お互いをよく知ることが、恋愛において大切である」というメッセージを伝えることができると考えている。

### スヴェンとの関係
スヴェンはクリストフの親友であり、同時に彼の“良心”の役割も果たしている。リーは、クリストフがスヴェンの声を代わりに話すというアイデアを、自身が飼い猫に話しかける習慣から着想を得た。バックもこのアイデアに賛同し、「自分も犬に話しかけることがあるから、この設定は気に入った」と語っている。スヴェンが最後に“話す”場面では、クリストフがそれを理解しないふりをするという演出が加えられた。
グロフは、『アナと雪の女王』の劇中歌「トナカイのほうがずっといい」で、クリストフがスヴェンを通して感情を表現することを「奇妙な性格のクセ」と述べている。この特徴は『アナと雪の女王2』の楽曲「恋の迷い子」にも生かされ、スヴェンを含むトナカイたちがコーラスを担当する形で登場する。

### 『アナと雪の女王2』でのクリストフの楽曲
作詞作曲を担当したクリステン・アンダーソン＝ロペスは、『アナと雪の女王2』でグロフにより多くの歌う機会を与えたいと考えていたが、クリストフの無口で内向的な性格に合う楽曲を作ることが難しかったという。グロフも「山で暮らす男が突然歌い出すのは想像しにくかった」と語っている。当初、クリストフの楽曲として「Get This Right」というコメディソングが制作されていたが、彼が自身にプレッシャーをかける内容だったため、採用されなかった。
アンダーソン＝ロペスは、男性が感情を表現する場面を描くにあたり、「酔っ払った男たちがカラオケでジャーニーを歌う姿」から着想を得た。「恋の迷い子」は、クリストフのスヴェンへの依存を反映させ、トナカイのコーラスを加えた構成となった。彼女は、クリストフの森での孤独な生活と、アナの城での孤独な生活を対比させ、どちらも「感情を表現するのが苦手なキャラクター」であることを強調した。グロフは、このコメディ的な楽曲によって、若い男の子たちがクリストフの感情をより受け入れやすくなり、自分の気持ちを表現しやすくなるのではないかと考えている。
リーは「この楽曲を作るために、クリストフの心の中を深く掘り下げた。そして、情熱的な80年代バラードこそが、彼の感情を最もよく表現できると感じた」と語っている。「彼はアナに誠実で、彼女のために尽くす。そういう意味で、彼は私にとってのヒーローだ」とも述べた。
グロフは、「恋の迷い子」の制作において、ユーモアと誠実さのバランスを取ることを意識したという。「クリストフは本当に悩んでいるんだ」と語った。また、『アナと雪の女王2』では、彼が「ディズニーのリード男性キャラクターの型を覆し、繊細な一面を持つ存在として描かれている」と述べた。
作中で、アナが冒険に出る一方、クリストフは彼女への想いを歌う。グロフは「彼はただアナをサポートする存在であり、物語の主導権を奪うことはない」と語った。彼は「クリストフは女性にとって“自分が求めるべき男性像”であり、男性にとっては“彼の姿勢を学ぶべき存在”」だと述べている。

### デザイン
クリストフは、過去のディズニーの主要な男性キャラクターとは異なり、孤独な労働者階級の山男として描かれている。ジョナサン・グロフは「彼は典型的なスキニージーンズを履いたディズニープリンスとは違う。少しがっしりしていて、僕の太ももと似ているんだ」とコメントしている。また、クリストフをディズニーキャラクターのアラジンと比較し、「自分は粗削りで冒険好きなアニメの男性キャラクターが好きだ」と述べた。
当初、クリストフはヒゲを生やしたデザインだったが、それではアナと釣り合わなくなるため、最終的に取り除かれた。グロフは「ヒゲがあると、彼がアナの恋人候補というよりも、まるで父親のように見えてしまった」と説明している。
クリストフのデザインは、アナやハンスの洗練された外見とは対照的に、荒々しい雰囲気を持たせることを意識して作られた。しかし、同時に作品のビジュアルスタイルにも適合させる必要があったため、デザイナーたちは、彼の素朴なデザインとミュージカル調の映像美のバランスを取ることに苦労したという。
彼の衣装には、サーミ文化の伝統衣装の要素が取り入れられており、サッシュ（腰帯）にはフォークアート風の装飾が施されている。また、彼のカラースキーム（配色）は、アナの衣装のカラーパレットに合わせて設計された。アニメーションの責任者であるリノ・ディサルヴォは、クリストフのデザインを初めて見た際に「彼がエレガントすぎるように見えた」と述べており、よりリアルに見せるために膝の摩耗跡などの細かいディテールを加えたという。この摩耗跡は、クリストフがスヴェンの手綱を締める際にいつも片膝をつくためにできたものとされている。
クリストフのキャラクター性を強調するために、監修アニメーターのランディ・ヘイコックは、彼がアナとぎこちなく会話しようとするシーンのテストアニメーションを制作した。その中で、彼は帽子をかぶったり脱いだりする動作を取り入れ、クリストフの落ち着きのなさを表現した。ヘイコックは「クリストフは完璧な男になりたいと思っているが、自分がそうではないことを理解している。だからこそ、彼はつい頑張りすぎてしまう」と述べている。

### 文化的要素と批判
『アナと雪の女王』の制作にあたって、ディズニーはスカンディナヴィアの先住民族であるサーミ文化からインスピレーションを得たが、クリストフのデザインには批判もあった。国際サーミ映画研究所のマネージングディレクターであるアンネ・ライラ・ウツィは、「私たちが制作する場合とは、少し異なるものになっている」とコメントしている。
そのため、『アナと雪の女王2』の制作に際し、ウォルト・ディズニー・カンパニーは、ノルウェー・スウェーデン・フィンランドのサーミ議会およびサーミ評議会と協定を結んだ。また、サーミ文化の専門家グループ「Verddet」と協力し、より正確なサーミ文化の描写を目指した。
『アナと雪の女王2』において、クリストフの衣装は秋をテーマにしたカラーパレットに変更され、麦や鹿の角をモチーフとした装飾が加えられた。最終的な衣装デザインは、アナの衣装とも調和するように設計されている。

## 登場作品

### 映画シリーズ

#### アナと雪の女王
クリストフは、オープニングソング「氷の心」のシーンで、孤児の少年として登場する。このとき、幼いトナカイのスヴェンと一緒に氷の採取を見ている。成長した彼は熟練の氷売りとなり、アナと同じタイミングで「ワンダリング・オーケンのよろず屋とサウナ」を訪れる。短い曲「トナカイのほうがずっといい」をスヴェンに歌い、人間に対する不信感を表す。しかし、オーケンを「ぼったくりだ」と言って怒らせ、店から追い出されてしまう。その後、アナが彼の持ち物をすべて買い取り、北の山まで連れて行ってほしいと頼む。当初は渋るものの、最終的に彼女の願いを聞き入れる。
北の山へ向かう道中、クリストフはアナが出会ったばかりのハンスと婚約したことを知り、驚きながらも彼女にハンスについて何を知っているのか問いかける。その会話の最中、2人は飢えたオオカミの群れに襲われる。崖から飛び降りてなんとか逃げ切るものの、クリストフのそりは失われてしまう。
翌日、2人はエルサが作り出した雪だるま・オラフと出会い、彼の案内でエルサの氷の城へ向かう。クリストフは外で待機し、アナがエルサを説得するが失敗し、誤って心を凍らされてしまう。クリストフはアナを助けるため、彼女をトロールたちのもとへ連れて行く。トロールたちは、クリストフがアナを「婚約者」として紹介しているのだと勘違いするが、彼はそれを否定する。トロールの長パビーは、アナの凍った心を救うには「真実の愛の行為」が必要だと告げる。クリストフは、ハンスの「真実の愛のキス」ならアナを救えると考え、急いで彼女をアレンデールへ送り届ける。
山へ戻る途中、スヴェンはクリストフに引き返すよう促すが、彼は「アナを救うことが第一」と考え、自分の気持ちを押し殺す。しかし、アレンデールの上空に巨大な吹雪が発生し、アナの身を案じたクリストフは急いで戻る。吹雪の中でアナを見つけるが、彼女はハンスに襲われそうになっているエルサを助けることを選び、クリストフの元へ向かうのではなく、姉をかばって自らの身を犠牲にする。
アナは凍りついてしまうが、クリストフは彼女の自己犠牲が真実の愛の証となり、氷が解けて蘇ったことに歓喜する。その後、エルサは彼に「王室御用達の氷売り」という称号を与え、新しいそりを贈る。最後に、アナからキスを受けるシーンで物語は締めくくられる。

### アナと雪の女王 エルサのサプライズ
短編映画『アナと雪の女王 エルサのサプライズ』では、クリストフ（声：ジョナサン・グロフ）は、エルサと共にアナの誕生日を祝うサプライズパーティーの準備を手伝う。アナを王国中を巡る“誕生日トレジャーハント”に連れ出している間に、エルサは風邪をひいてしまい、くしゃみをするたびに小さな雪だるま「スノーギース」を無意識に作り出す。
スノーギースはクリストフ、スヴェン、オラフにとって厄介な存在となり、パーティーの準備を邪魔してしまう。また、作中ではクリストフが誕生日の横断幕を飾るが、それがめちゃくちゃに絡まってしまい、コミカルなシーンが描かれている。

### アナと雪の女王/家族の思い出
クリストフは、アナ、エルサ、オラフ、スヴェンと共に、21分間のホリデー短編映画『アナと雪の女王/家族の思い出』に登場する。この作品は、ディズニー/ピクサーの映画『リメンバー・ミー』と同時上映され、2017年11月22日から期間限定で劇場公開された。その後、2017年12月14日にABCでテレビ放送された。
この短編では、前作の出来事の後、アレンデール王国で迎える最初のホリデーシーズンが描かれる。オラフがアナとエルサのために家族の伝統を探しに出かけるストーリーが展開され、クリストフはオリジナルキャストのジョナサン・グロフによって再び演じられた。

### アナと雪の女王2
2019年公開の映画『アナと雪の女王2』では、クリストフは再びジョナサン・グロフが声を担当している。本作では、クリストフがアナにプロポーズしようとするが、タイミングが合わず、何度も失敗してしまう。
一方、エルサは謎の声に呼ばれるようになり、その正体を確かめるために旅に出ることを決意する。クリストフは、エルサ、アナ、スヴェン、オラフと共に魔法の森へ向かい、そこでノーサルドラ族やアレンデール王国の兵士たちと出会う。
しかし、彼とスヴェンはアナ、エルサ、オラフとはぐれてしまい、アナとの関係が疎遠になっていくのではないかと悩む。その思いを歌ったパワーバラード「恋の迷い子」では、彼の戸惑いと葛藤が描かれている。
物語の終盤、クリストフはついに迷いを振り払い、改めてアナにプロポーズをする。アナはこれを喜んで受け入れ、2人は正式に婚約する。

### オラフの生まれた日
クリストフは、2020年のディズニー短編映画『オラフの生まれた日』にアナと共に登場する。本作は、『アナと雪の女王』の出来事をオラフの視点から描いたアニメーション作品である。
物語では、オラフがソーセージを鼻として手に入れる過程や、オオカミをクリストフとアナのそりに導いてしまう場面が描かれている。ジョナサン・グロフはクリストフの声を再び担当し、アナ役のクリステン・ベルもオリジナルのシーンを再演している。

### テレビシリーズ
クリストフは、アメリカのテレビシリーズ『ワンス・アポン・ア・タイム』に登場し、スコット・マイケル・フォスターが演じている。劇中では、彼がアナとの結婚を準備する様子や、アナが両親の航海の真相を探る間、エルサとアレンデールで過ごす様子が描かれている。
また、クリストフはアナ、エルサ、オラフ、スヴェンと共に、アニメシリーズ『LEGO アナと雪の女王 オーロラの輝き』にも登場する。この作品では、キャラクターたちが北の空にオーロラを取り戻す冒険に出る。あるエピソードでは、クリストフがアナに対して“マンスプレイニング（男性が女性に対して上から目線で説明すること）”をしたことを、スヴェンがたしなめる場面がある。

### ディズニー・テーマパークでの登場
2014年7月5日から9月1日まで、ディズニー・ハリウッド・スタジオで開催された「'Frozen' Summer Fun」の一環として、クリストフはアナやエルサと共に登場した。彼らは、スケーターやスキーヤー、氷職人たちとともに馬車に乗り、「Anna and Elsa's Royal Welcome」のパレードに参加した。また、クリストフはアナ、エルサ、オラフと共に『"Frozen" Fireworks Spectacular』にも登場した。
さらに、クリストフはディズニー・ハリウッド・スタジオとディズニー・カリフォルニア・アドベンチャーのライブショー「生まれてはじめて:フローズン・シング・アロング・セレブレーション」にも登場するようになった。このショーは、映画の映像を使用したミュージカル形式のイベントで、「Frozen Fun」の一環として実施された。

### 舞台とパフォーマンス

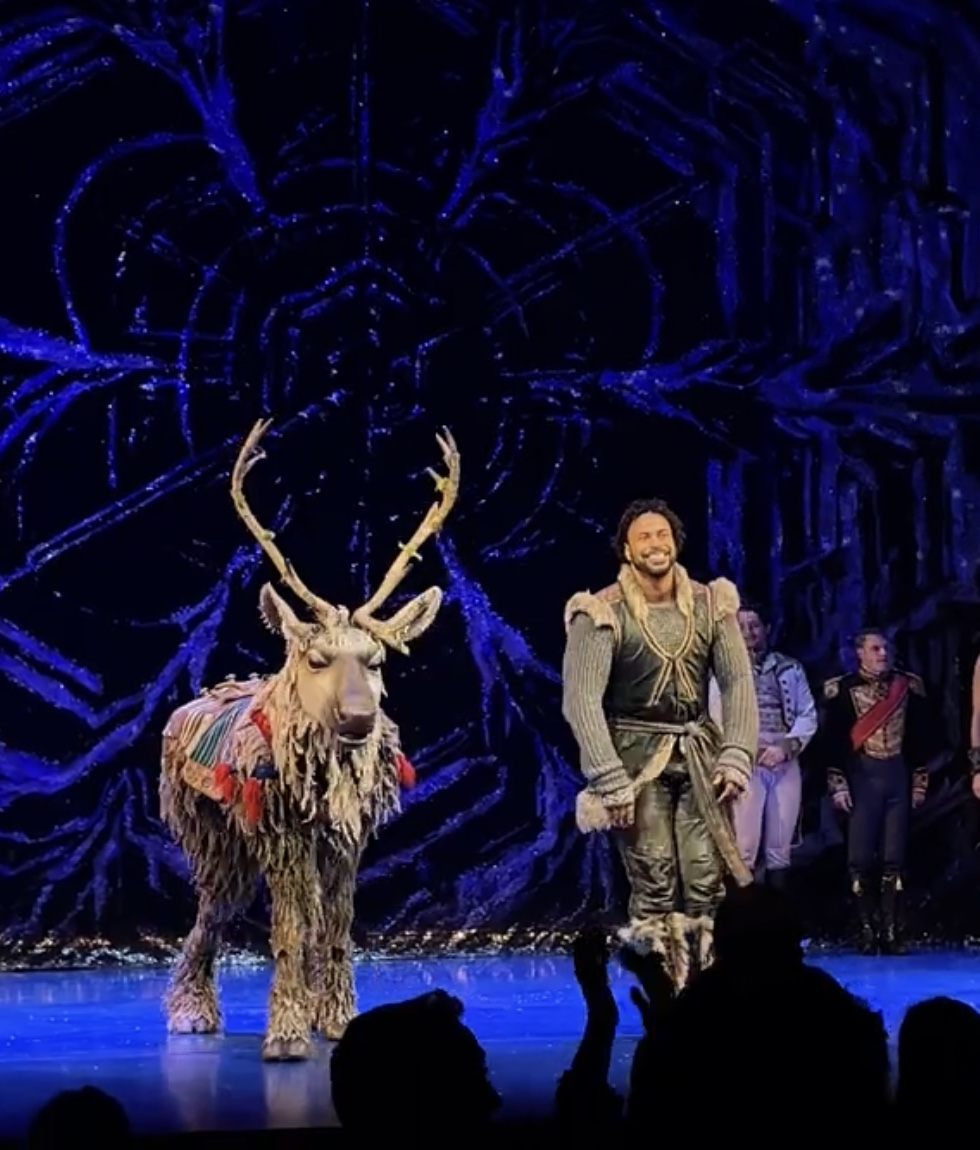
ウエストエンドの舞台化でクリストフ役を演じるオビオマ・ウゴアラ

2018年にブロードウェイのセント・ジェームズ劇場で上演された舞台版『アナと雪の女王』では、ジェラニ・アラディンがクリストフ役を初演した。また、2021年にロンドン・ウェストエンドのシアター・ロイヤル・ドゥルリー・レーンで上演された際には、オビオマ・ウゴアラがクリストフを演じた。
ブロードウェイ版のために、作詞作曲家のロペス夫妻は、クリストフとアナが「愛とは何か」について議論するデュエット曲「What Do You Know About Love?」を新たに書き下ろした。この曲は、物語の後半でクリストフが「真実の愛は不可能ではない」と気づいた際に、ソロとしてリプライズされる。
また、クリストフはアナ、エルサ、オラフと共に、ディズニー・オン・アイスの公演にも登場する。

### モバイルゲームおよびビデオゲーム
クリストフは、『アナと雪の女王：Free Fall』においてアンロック可能なキャラクターとして登場する。このゲームは、マッチ3パズル形式のモバイルゲームで、2015年9月にXbox OneおよびPlayStation 4向けにリリースされた。
また、クリストフは他の主要キャラクターと共に、2019年11月に『アナと雪の女王2』の公開に合わせて配信されたマッチ3パズルゲーム『Frozen Adventures』にも登場する。
さらに、ライフシミュレーション・アドベンチャーゲーム『ディズニー ドリームライトバレー』では、クリストフの声をマット・ロウが担当している。

### 出版物
DK社が出版した『Frozen: The Essential Guide』では、クリストフのフルネームがクリストフ・ビョルグマン（Kristoff Bjorgman）であると記されている。
また、ディズニーはダークホースコミックスと提携し、『アナと雪の女王』を含むアニメ映画をコミック化する契約を結んだ。ジョー・カラマーニャが執筆したコミックシリーズ『Disney Frozen: Breaking Boundaries』では、クリストフ、アナ、エルサが王国で起こる様々な問題に立ち向かう様子が描かれている。

### 商品展開
クリストフは、他の主要キャラクターと共に、ボードゲーム、玩具、プレイセットなどの公式グッズとして登場している。また、可動式のドール（人形）としても販売されている。
2017年には、短編映画『アナと雪の女王/家族の思い出』の公開に合わせ、「Festive Friends Collection」が発売された。このセットには、クリストフ、エルサ、アナ、オラフの人形が含まれており、それぞれがホリデー仕様の衣装を着たデザインとなっている。

### ポピュラー文化における登場
アメリカのロックバンド・ウィーザーは、クリストフのパワーバラード「恋の迷い子」のカバーを発表し、ミュージックビデオも制作した。このミュージックビデオでは、ボーカルのリヴァース・クオモがクリストフの衣装を着て、『アナと雪の女王2』の魔法の森をさまよう様子が描かれている。ビデオにはアナ役のクリスティン・ベルも登場している。

## 評価

### 批評的評価
IGNのクリス・カールは、クリストフとスヴェンの「魅力的なコンビネーション」を楽しんだと述べ、クリストフがスヴェンの声を代弁するコメディ的な演出を高く評価した。『マーキュリー・ニュース』も、クリストフとスヴェンの会話シーンを好意的に捉えている。『Collider』のマット・ゴールドバーグは、クリストフを「恋人役のアナほど興味深いキャラクターではない」と評しつつ、アナとクリストフの関係性の可愛らしさがその弱点を補っていると述べた。『CTVニュース』のジェシカ・ハーンドンは、クリストフとアナのやり取りを「もっと情熱的に描いてほしかった」としつつも、彼がアナのハンスとの婚約をからかう場面には「思わず彼を好きになってしまう」とコメントしている。
『シアトル・タイムズ』のソーレン・アンダーセンは、クリストフを「善意のあるおバカ」と表現し、『アナと雪の女王2』において何度もプロポーズを試みる姿がコメディ的に機能していると指摘した。『Inews』のデメトリオス・マセウは、彼を「勇敢だが少し鈍い氷職人」と評している。一方、Syfyのコートニー・エンローは、『アナと雪の女王』でクリストフにソロ曲が与えられなかったことに不満を抱きつつも、続編での「恋の迷い子」の登場に歓喜し、それを「80年代風の最高の楽曲」と称えた。『ヴァルチャー』のジャクソン・マクヘンリーも、1作目での楽曲不足を「失礼」とし、『アナと雪の女王2』のパワーバラードを「感情的な男性キャラクターの素晴らしい贈り物」と表現した。
BBCのニコラス・バーバーは、『アナと雪の女王2』がクリストフの両親について触れる可能性があったものの、その設定が削除されたことに失望を示した。また、『CinemaBlend』のエリック・アイゼンバーグは、『アナと雪の女王2』におけるクリストフのストーリーが「プロポーズに終始していること」に不満を持ち、「後半の物語から彼がほぼ排除されてしまった」と批判した。

### フェミニズム的視点と社会的評価
『Yahoo!』のマレッサ・ブラウンは、「クリストフは、私たちがずっと夢見ていたディズニー“プリンス”」と絶賛し、「何十年も続いた王子が姫を救う物語を経て、ディズニーはついに21世紀に突入した」と述べた。また、「恋の迷い子」は「男性が深くロマンティックな感情を表現する、ディズニー映画では珍しいシーン」であり、クリストフとアナの関係は「ディズニー映画史上初の真に平等なパートナーシップ」と評価した。
『ガーディアン』のガイ・ビゲルは、『塔の上のラプンツェル』のフリン・ライダーと比較し、クリストフを「伝統的なディズニー男性主人公の現代版」と表現した。また、彼とアナの関係は物語の中心ではなく、シリーズの焦点がアナとエルサの姉妹関係にあるため、『アナと雪の女王2』では「プロポーズというサイドストーリーに追いやられた」と述べた。
『ウィーク』のモニカ・バルティゼルは、「クリストフは現代版の白馬の王子」であり、彼のキャラクターは「ハンスという人物や、見知らぬ人とすぐに結婚することの危険性を観客に問いかける」と分析した。また、彼の恋愛観について「ただ相手を知ることを大切にするだけでなく、恋に落ちた後も慎重に行動する」と述べ、最後のシーンでアナにキスをする際に「強引に迫るのではなく、彼女の同意を求める」という点を称賛した。
『メアリー・スー』のジェシカ・メイソンは、「クリストフの優しさと女性へのサポート力は、非有害な男性像の完璧な例」と評し、特に『アナと雪の女王2』において、彼が若い男の子たちの良いロールモデルになっていると述べた。『Grazia』のジェン・ファロも同様に、クリストフを「健全な恋愛ヒーローの稀有な例」として称賛し、「彼の尊敬心とアナへのサポート、仕事への情熱、そして精神的・肉体的な勇敢さ」を評価した。
『バズフィード』のノラ・ドミニクは、『アナと雪の女王2』におけるクリストフのストーリーが「アナを守るのではなく、彼女を支えるもの」となっている点に好意的な反応を示し、ファンの間で彼が「最高のディズニープリンス」と呼ばれていることに同意した。『Digital Spy』のベッキー・クリーンサウスは、「クリストフのキャラクターはディズニーの男性像やジェンダーロールの描写を大きく変えた」とし、「女性主人公を支え、感情を語り、世界を救わない男性キャラクター」としての革新性を指摘した。
『News24』のガビ・ツィーツマンは、クリストフの「健全な愛の描写」を称賛し、『アナと雪の女王2』で彼がアナに向けて言う「僕の愛は壊れない（My love is not fragile）」というセリフがネット上でバズったことを紹介した。彼女はこれを「象徴的な名台詞」とし、映画の中でも最も素晴らしい瞬間のひとつと述べた。また、『ABC 36 News』は、クリストフを「アレンデール、いやスカンディナヴィア全土で最も進化した氷職人かもしれない」と評している。
『CinemaBlend』のアレクサンドラ・ラモスは、『アナと雪の女王3』でクリストフのバックストーリーを掘り下げてほしいと述べ、過去2作では彼がアナとエルサの物語の「脇役」にとどまっていた点を指摘した。

### 影響
『アナと雪の女王』の公開から10年後、その影響について考察した『ガーディアン』のガビー・ヒンスクリフは、クリストフを「典型的なアルファ男性とは異なるキャラクター」と位置づけ、ハンスとの対比が「誰が“ヒロインを射止める”のか」について、若い男の子たちに有益な教訓を与えたと述べた。
また、2023年にイースト・アングリア大学で行われたサラ・ゴッドフリー博士（映画・テレビ研究准教授）の研究によると、『アナと雪の女王』公開当時に子どもだった成人ファンの多くが、クリストフとハンスの描写に影響を受け、「真実の愛の意味」に対してより懐疑的かつ賢明な視点を持つようになったことが報告されている。